# Echinolittorina ziczac
Espèce
Synonymes
- Littorina ziczac

Echinolittorina ziczac est une espèce de mollusques gastéropodes appartenant à la famille des Littorinidae.
- Répartition : Caraïbes.